# غافن سميث
غافن سميث (بالإنجليزية: Gavin Smith)‏ (25 سبتمبر 1915 المملكة المتحدة - 1 أكتوبر 1992) هو لاعب كرة قدم بريطاني.